# Sun-Air of Scandinavia
Sun Air of Scandinavia ist eine dänische Fluggesellschaft mit Sitz in Billund und Basis auf dem Flughafen Billund. Sie unterhielt bis März 2025 ein Franchise-Abkommen mit British Airways und nutzte deren Markennamen und Corporate Design für ihre dann eingestellten Linienflüge.

## Geschichte
Sun Air of Scandinavia wurde 1978 gegründet und begann im selben Jahr mit dem Flugbetrieb. Ursprünglich war Sun Air nur im Charter- und Taxi-Geschäft tätig, ab 1987 wurden auch regionale Linienflüge angeboten. Darüber hinaus werden Maklergeschäfte für Flugzeuge betrieben.
Am 1. August 1996 schlossen Sun Air of Scandinavia und British Airways ein Franchise-Abkommen. Seitdem fliegt die Gesellschaft mit der Corporate Identity der British Airways.
Sun Air of Scandinavia ist im alleinigen Besitz von Niels Sundberg, der gleichzeitig CEO und einer der Piloten war. 2017 übernahm sein Sohn Kristoffer Sundberg die Position des CEO, wobei Niels Sundberg weiterhin die Rolle des Aufsichtsratschef innehält.
Am 14. Januar 2021 meldete die deutsche Tochtergesellschaft der Sun Air Insolvenz an.
Im März 2025 gab die Gesellschaft bekannt, zum Ende desselben Monats ihre letzte Linienverbindung zwischen London und Billund einzustellen und sich aufgrund eines veränderten Marktumfelds zukünftig auf Charterflüge konzentrieren zu wollen.

## Flugziele
Sun Air of Scandinavia betrieb bis zur Einstellung des Linienbetriebs im März 2025 von Dänemark aus ein regionales Streckennetz im Rahmen des Franchise-Abkommens mit British Airways und flog europäische Ziele an. 
Von Oktober 2014 bis März 2016 war eine Dornier 328 in Hamburg stationiert und flog zweimal täglich nach London-City. Mit Umstellung auf den Sommerflugplan 2016 wurde die Strecke von British Airways übernommen. Im März 2018 gab Sun Air bekannt, dass sie ab Juni den Bodensee-Airport Friedrichshafen mit Düsseldorf elfmal pro Woche verbindet und somit erstmals innerdeutsche Flüge anbot. In Friedrichshafen wurde ab September 2019 eine dritte Dornier stationiert, die viermal wöchentlich nach Toulouse flog. Davor bediente diese Strecke die französische Fluggesellschaft Twin Jet. Diese Flüge wurden mit der Insolvenz der deutschen Tochtergesellschaft 2021 beendet.
Im Sommer 2024 bot die Gesellschaft noch Linienflüge von Billund nach London an. Diese letzte Verbindung wurde im März 2025 aufgegeben.

## Flotte

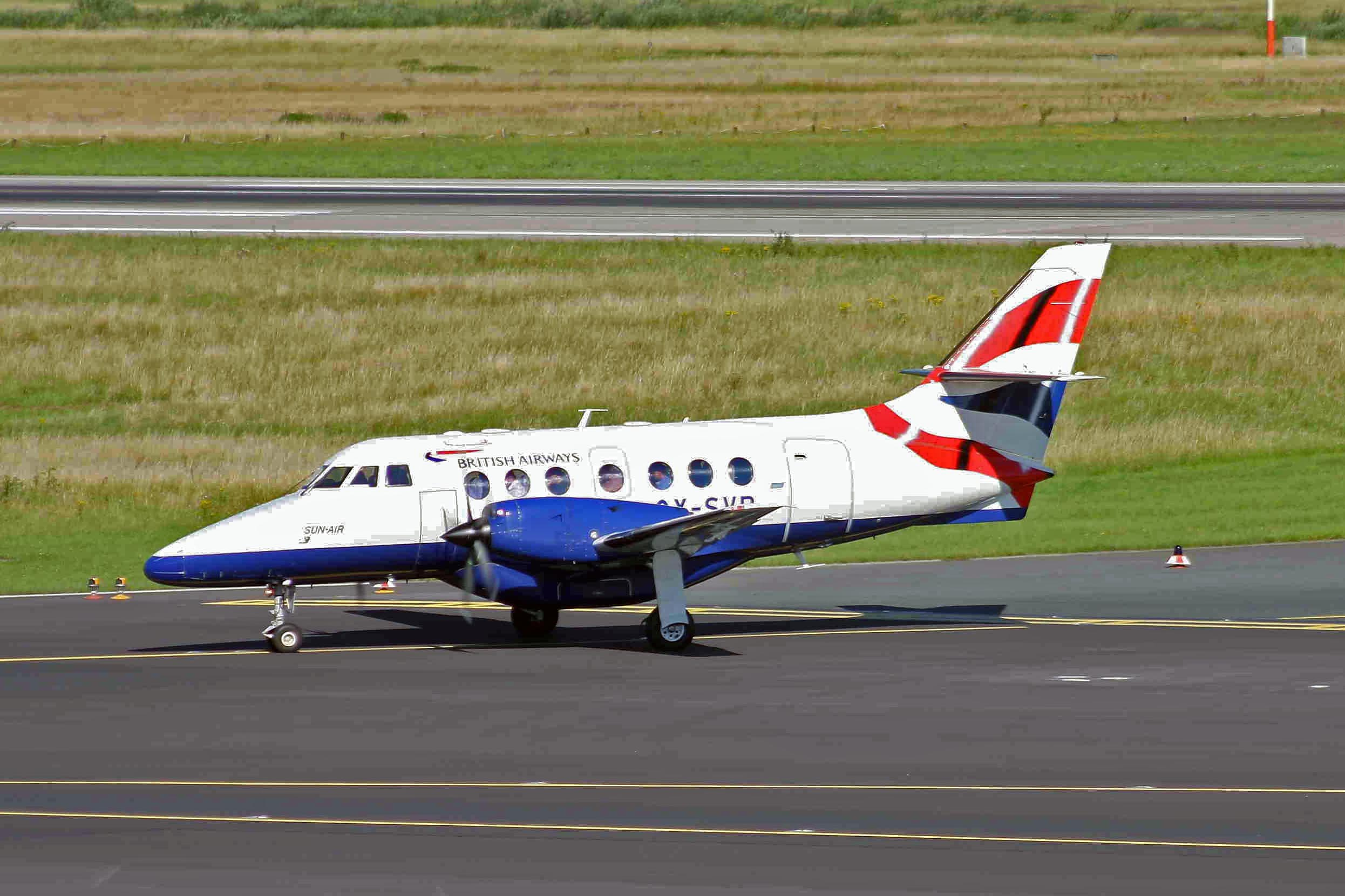
BAe Jetstream 31 der Sun Air of Scandinavia, Juni 2011, heute nicht mehr in der Flotte

Mit Stand April 2025 besteht die Flotte der Sun Air of Scandinavia aus acht Flugzeugen mit einem Durchschnittsalter von 24,4 Jahren:
| Flugzeugtyp        | Anzahl | bestellt | Anmerkungen                              | Sitzplätze | Durchschnittsalter |
| ------------------ | ------ | -------- | ---------------------------------------- | ---------- | ------------------ |
| Dornier 328JET-300 | 8      |          | vier inaktiv; drei betrieben für JoinJet | 28 32      | 24,4 Jahre         |
| Gesamt             | 8      | -        |                                          |            | 24,4 Jahre         |

### Ehemalige Flugzeugtypen
- BAe ATP
- BAe Jetstream 31
- BAe Jetstream 41
- Dornier 328-100